# 船水
船水（ふなみず）は、青森県弘前市の地名。郵便番号は036-8315。

## 地理
当地を岩木川が縦貫する町。西から北にかけて町田、東は清野袋、南は萢中・藤野・外瀬・浜の町北、西は八代町に接する。

### 小字
小字として勝浦・松尾・横船がある。

## 沿革
- 1889年（明治22年） - 藤代村の一部。
- 1891年（明治24年） - 当時の記録では人口565、戸数78、厩61であった。
- 1955年（昭和30年） - 弘前市の大字になる。

## 世帯数と人口
2017年（平成29年）6月1日現在の世帯数と人口は以下の通りである。
| 丁目       | 世帯数  | 人口  |
| ---------- | ------- | ----- |
| 船水一丁目 | 9世帯   | 15人  |
| 船水二丁目 | 5世帯   | 11人  |
| 船水三丁目 | 115世帯 | 272人 |
| 計         | 129世帯 | 298人 |

## 施設

### 医療
- 大瀬整体

### 商業
- 日栄運輸興業
- 弘前総合車輌
- (株)石渡博善社
- タイヤセンター泉谷弘前本店

### 工業
- (株)オヤマ工業

### 公共
- 船水集会所

## 学区
| 大字       | 番地 | 小学校             | 中学校             |
| ---------- | ---- | ------------------ | ------------------ |
| 船水       | 全域 | 弘前市立致遠小学校 | 弘前市立第二中学校 |
| 船水一丁目 | 全域 | 弘前市立致遠小学校 | 弘前市立第二中学校 |
| 船水二丁目 | 全域 | 弘前市立致遠小学校 | 弘前市立第二中学校 |
| 船水三丁目 | 全域 | 弘前市立致遠小学校 | 弘前市立第二中学校 |

## 交通
- 弘南バス

八代、町田（弘前 - 三世寺温泉・板柳・笹館線、他）停留所。